# Jaak Stervelynck
Jaak Stervelynck (Kortrijk, 10 december 1920 - Kortrijk, 5 november 2005) is het pseudoniem van de Vlaamse auteur Henri Alfons Vergote, broer van Antoon Vergote.

## Biografie
Na zijn humaniora in het Sint-Amandscollege ging hij in 1938 filosofie studeren aan de Katholieke Universiteit Leuven en vervolgde in 1940 met rechten in Gent. In 1948 trouwde hij met een Antwerpse, en het paar kreeg twee kinderen. In 1962 debuteerde hij onder het pseudoniem Jaak Stervelynck met de roman De zorgelijke schat. Hij schreef ook gedichten en toneelstukken. Voor de Gazet van Antwerpen schreef hij recensies onder het pseudoniem Lanseloot. Zijn romans hebben vaak een religieuze thematiek.